# Mrkljenta crna
Mrkljenta crna je majhen nenaseljen otoček v Jadranskem morju in je del otočja Lastovci. Pripada Hrvaški in se nahaja vzhodno od Lastova.
Njegova površina je 1002 m2 in se dviga 2 metra od morja.